# Кубинка I
Кубинка I (Кубинка-Перша) — вузлова залізнична станція Смоленського напрямку МЗ та Великого кільця МЗ у місті Кубинка Одинцовського району Московської області. За характером основної роботи є дільничною, за обсягом виконуваної роботи віднесена до 2-го класу.
На станції — одна острівна пасажирська платформа, сполучена з містом пішохідним мостом, що є також для переходу з однієї частини міста в іншу, і одна берегова низька примикає до будівлі вокзалу. Обидві платформи сполучені між собою. Будівля вокзалу, побудована в 1899—1900 роках за проектом архітектора І. І. Струкова, двоповерхова в центрі і одноповерхова по краях, розташована на південь від платформи.
Станція є кінцевою для 14-15 пар електропоїздів до Москва-Білоруська по радіальному напрямку.
На станції організована розв'язка між Смоленським ходом і Великим кільцем МЗ. Можливий рух поїздів  ВК МЗ як минаючи станцію (для вантажних і швидких, мостом над коліями Смоленського напрямку на схід від станції), так і через станцію. Загальна кількість сполучних ліній становить 6. Від станції відгалужується декілька під'їзних колій.
Пересідаючи на електропоїзди, курсуючі по Великому кільцю МЗ, можна дістатися Маніхіно і Поварово (на північ) та Бекасово-1 і Дєтково на південний схід. На цій дільниці Великого кільця працюють тільки електропоїзди Київського напрямку МЗ (Депо ТЧ-20 Апрелєвка).
Пасажирське сполучення здійснюється електропоїздами серій ЕД, ЕР. Безпересадкове сполучення здійснюється:
- На захід по радіальному Смоленському напрямку до/зі станції Бородіно
- На схід по радіальному Смоленському напрямку до Москва-Смоленська, а також далі з переїздом по Олексіївській сполучній лінії в Москві на радіальні Савеловський або Курський напрямки:
  - У напрямку на Кубинку-1 від станцій: Щербинка, Дубна
  - У напрямку з Кубинки-1 до станцій: Дубна, Царицино
- По Великому кільцю:
  - На південь і південний захід до/зі станцій Дєтково (через Бекасово-1, Бекасово-Сорт., Сандарово, Стовпова) — всього 6-7 поїздів туди, 4-5 поїздів назад, Апрелєвка (через Бекасово-1 — "прямий "електропоїзд на Київський напрямок) — 1 поїзд туди, 2 назад
  - На північ до/зі станції Поварово-2 (через Кубинку-2, Маніхіно-2, Поварово-3) — всього 7-8 пар поїздів. Потяги сполученням до Поварово-2 і зворотного сполучення заходять на станцію Маніхіно-1. При проходженні з Кубинки-1 всі поїзди роблять заїзд на Маніхіно-1: прибуваючи в Маніхіно-2, склад змінює напрямок руху, далі до Маніхіно-1, повторно змінює напрямок руху, і знову прямують на станцію Маніхіно-2, і далі на Поварово-2. При проходженні з Поварово-2 це відбувається у зворотному порядку.
- на південь проходит зализниця лінія до станції Парк «Патриот».